# Eusterinx jugorum
Eusterinx jugorum är en stekelart som först beskrevs av Gabriel Strobl 1901.  Eusterinx jugorum ingår i släktet Eusterinx och familjen brokparasitsteklar. Inga underarter finns listade i Catalogue of Life.